# Adineta
Adineta is een geslacht van raderdiertjes uit de familie Adinetidae. De wetenschappelijke naam van dit geslacht is voor het eerst geldig gepubliceerd in 1886 door Hudson.

## Soorten
- Adineta acuticornis Haigh, 1967
- Adineta barbata Janson, 1893
- Adineta bartosi Wulfert, 1960
- Adineta cuneata Milne, 1916
- Adineta elongata Rodewald, 1935
- Adineta glauca Wulfert, 1942
- Adineta gracilis Janson, 1893
- Adineta grandis Murray, 1910
- Adineta longicornis Murray, 1906
- Adineta oculata (Milne, 1886)
  - = Callidina oculata Milne, 1886
  - = Adineta alluandi Certes, 1903
- Adineta ricciae Segers & Shiel, 2005
- Adineta steineri Bartoš, 1951
- Adineta tuberculosa Janson, 1893
- Adineta vaga (Davis, 1873)
  - = Callidina vaga Davis, 1873